# 雷德瓦利 (新澤西州)
雷德瓦利（英語：Red Valley）是位於美國新澤西州蒙茅斯縣的非建制地區。

## 歷史
雷德瓦利的郵局於1875年設立，其後於1906年停運。

## 地理
雷德瓦利所處的海拔為高於海平面45米（即148英呎），而該地所採用的時區為UTC-5，即北美东部时区（EST）。同時該地設有夏令時間，為UTC-5調快一小時，即UTC-4（EDT）。